# JF北灘さかな市
JF北灘さかな市（ジェイエフきたなださかないち）は、徳島県鳴門市北灘町宿毛谷にある複合施設。徳島県唯一の海の駅に認定。

## 概要
2015年に徳島県で初めて海の駅に認定された。大浦漁港に隣接しており、毎年2月には「新わかめ祭り&牡蠣祭り」、4月には「桜鯛祭り」を開催。

## 沿革
- 2015年10月10日 - 徳島県唯一の海の駅「きたなだ海の駅」としての認定を受ける[2]。
- 2015年11月21日 - 記念式典を開催。
- 2020年07月15日 - 北灘漁協直送とれたて食堂がオープン[3]。

## 施設
- さかな市
- とれたて食堂
- 北灘海の駅cafe

など

## 交通
- JR鳴門線「鳴門駅」より車で約20分。